# Platyarthrus almanus
Platyarthrus almanus is een pissebed uit de familie Platyarthridae. De wetenschappelijke naam van de soort is voor het eerst geldig gepubliceerd in 1949 door Karl Wilhelm Verhoeff.